# Campeonato Europeo de Esgrima de 2024
El XXXVII Campeonato Europeo de Esgrima se celebró en Basilea (Suiza) entre el 18 y el 23 de junio de 2024 bajo la organización de la Confederación Europea de Esgrima (CEE) y la Federación Suiza de Esgrima.
Las competiciones se realizaron en el St. Jakobshalle de la ciudad suiza.

## Medallistas

### Masculino
| Evento                      | Oro                                                                        | Plata                                                                                  | Bronce                                                                            |
| --------------------------- | -------------------------------------------------------------------------- | -------------------------------------------------------------------------------------- | --------------------------------------------------------------------------------- |
| Florete individual (18.06)  | Tommaso Marini · Italia                                                    | Alessio Foconi · Italia                                                                | Maxime Pauty · Francia · Alexander Choupenitch · República Checa                  |
| Florete por equipos (21.06) | Maximilien Chastanet Enzo Lefort Maxime Pauty Julien Mertine (R) Francia   | Dániel Dósa · Gergő Szemes · Gergely Tóth · Andor Mihályi (R) · Hungría                | Guillaume Bianchi · Filippo Macchi · Tommaso Marini · Alessio Foconi (R) · Italia |
| Espada individual (20.06)   | Luidgi Midelton Francia                                                    | Gergely Siklósi · Hungría                                                              | Ian Hauri · Suiza · Tibor Andrásfi · Hungría                                      |
| Espada por equipos (22.06)  | Romain Cannone Luidgi Midelton Paul Allègre Alexandre Bardenet (R) Francia | Gabriele Cimini · Davide Di Veroli · Federico Vismara · Andrea Santarelli (R) · Italia | Juan Pedro Romero · Yulen Pereira · Eugeni Gavaldà · Gerard Gonell (R) · España   |
| Sable individual (19.06)    | Michele Gallo · Italia                                                     | Luca Curatoli · Italia                                                                 | Jean-Philippe Patrice · Francia · Luigi Samele · Italia                           |
| Sable por equipos (23.06)   | Csanád Gémesi · Krisztián Rabb · Áron Szilágyi · Tamás Decsi (R) · Hungría | Vlad Covaliu · Radu Nițu · Răzvan Ursachi · Matei Cîdu (R) · Rumania                   | Tolga Aslan Furkan Yaman Enver Yıldırım Furkan Kalender (R) Turquía               |

### Femenino
| Evento                      | Oro                                                                               | Plata                                                                                            | Bronce                                                                                             |
| --------------------------- | --------------------------------------------------------------------------------- | ------------------------------------------------------------------------------------------------ | -------------------------------------------------------------------------------------------------- |
| Florete individual (19.06)  | Arianna Errigo · Italia                                                           | Dariya Myroniuk · Ucrania                                                                        | Julia Walczyk-Klimaszyk · Polonia · Carolina Stutchbury · Reino Unido                              |
| Florete por equipos (23.06) | Arianna Errigo · Martina Favaretto · Alice Volpi · Francesca Palumbo (R) · Italia | Martyna Jelińska · Martyna Synoradzka · Julia Walczyk-Klimaszyk · Hanna Łyczbińska (R) · Polonia | Kata Kondricz · Dóra Lupkovics · Flóra Pásztor · Aida Mohamed (R) · Hungría                        |
| Espada individual (18.06)   | Irina Embrich Estonia                                                             | Auriane Mallo Francia                                                                            | Alberta Santuccio · Italia · Angeline Favre · Suiza                                                |
| Espada por equipos (21.06)  | Rossella Fiamingo · Mara Navarria · Giulia Rizzi · Alberta Santuccio (R) · Italia | Tamara Gnám · Eszter Muhari · Blanka Nagy · Kinga Dékány (R) · Hungría                           | Marie-Florence Candassamy Auriane Mallo Coraline Vitalis Alexandra Louis-Marie (R) Francia         |
| Sable individual (20.06)    | Celia Pérez Cuenca · España                                                       | Liza Pusztai · Hungría                                                                           | Araceli Navarro · España · Zuzanna Cieślar · Polonia                                               |
| Sable por equipos (22.06)   | Manon Apithy-Brunet Cécilia Berder Sarah Noutcha Caroline Quéroli (R) Francia     | Olha Jarlan · Alina Komashchuk · Olena Kravatska · Yuliya Bakastova (R) · Ucrania                | Lucía Martín-Portugués · Araceli Navarro · Celia Pérez Cuenca · Elena Hernández Muñoz (R) · España |

## Medallero
| Núm. | País            | Oro | Plata | Bronce | Total |
| ---- | --------------- | --- | ----- | ------ | ----- |
| 1    | Italia          | 5   | 3     | 3      | 11    |
| 2    | Francia         | 4   | 1     | 3      | 8     |
| 3    | Hungría         | 1   | 4     | 2      | 7     |
| 4    | España          | 1   | 0     | 3      | 4     |
| 5    | Estonia         | 1   | 0     | 0      | 1     |
| 6    | Ucrania         | 0   | 2     | 0      | 2     |
| 7    | Polonia         | 0   | 1     | 2      | 3     |
| 8    | Rumania         | 0   | 1     | 0      | 1     |
| 9    | Suiza           | 0   | 0     | 2      | 2     |
| 10   | Reino Unido     | 0   | 0     | 1      | 1     |
| 10   | República Checa | 0   | 0     | 1      | 1     |
| 10   | Turquía         | 0   | 0     | 1      | 1     |
|      | TOTAL           | 12  | 12    | 18     | 42    |